# Die Negersklaven

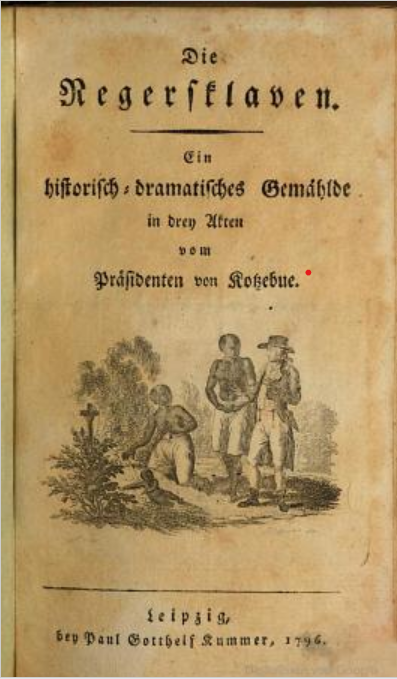
Deckblatt des Erstdrucks

Das Drama Die Negersklaven. Ein historisch dramatisches Gemählde in drey Akten von August von Kotzebue wurde am 29. Juli 1794 im Nationaltheater Mannheim uraufgeführt und erschien 1796 im Druck. Es wird als Rührstück und als bürgerliches Trauerspiel beschrieben.
Das Stück gehört zu einer ganzen Reihe von deutschsprachigen Stücken aus dem Zeitraum 1775 bis 1812, die die Sklaverei zum Thema machen. Es kritisiert die Sklaverei und thematisiert die Ungerechtigkeit und Brutalität des Sklavensystems. Wegen der zu seiner Zeit ungewöhnlichen Gewaltexzesse und Gräuel, die im Stück dargestellt werden, wurde es von zeitgenössischen Rezensenten zum Teil aus ästhetischen Gründen abgelehnt.

## Handlung
Das Stück spielt auf einer Plantage auf der Insel Jamaika. Das Liebespaar Ada und Zameo wurden versklavt und getrennt. Während der Bühnenhandlung treffen sie auf einer Plantage auf Jamaika wieder zufällig aufeinander. Ihr Zusammenkommen wird nun vom Sklavenhalter John bedroht.

## Hintergrund
Im Vorwort des Stückes schreibt Kotzebue: 
„Der Verfasser ersucht seine Leser, Zuschauer und Recensenten, dieses Stück nicht blos als Schauspiel zu betrachten. Es ist bestimmt, alle die fürchterlichen Grausamkeiten, welche man sich gegen unsre schwarzen Brüder erlaubt, in einer einzigen Gruppe darzustellen.“
Kotzebue wollte mit diesem Drama nicht erbauen, sondern dokumentarisch Wahrheiten auf die Bühne bringen. Er greift auf ein breites Wissen zur Abolitionsdebatte seiner Zeit zurück. „In seiner Wirkung zielt es entsprechend nicht nur auf Mitleid und Rührung, sondern auf Empörung und Entsetzen […].“
Auch in anderen Dramen Kotzebues tauchen Sklavenfiguren auf (z. B. in Der Papagoy 1792).

## Vorlagen
- Guillaume Thomas François Raynals „Histoire philosophique et politique des etablissements et du commerce des Europeens dam les deux Indes“ (zuerst 1770)
- Johann Jakob Seils „Versuch einer Geschichte des Negersclavenhandels“ (1791)
- Matthias Christian Sprengels Vorlesung „Vom Ursprung des Negerhandels“ (1779)
- Paul Erdmanns Reisebericht „Iserts Reise nach Guinea und den Caribäischen Inseln in Columbien“(1788)
- Code Noir, das 1685 von Ludwig XIV. erlassene Gesetz über den Umgang mit schwarzen Sklaven, das zu Kotzebues Zeit noch in Kraft war
- Die Geschichte „Zimeo“ aus Johann Ernst Kolbs Erzählungen von den Sitten und Schiksalen der Negerklaven (Bern 1789)

## Ausgaben
- Die Negersklaven. Ein historisch-dramatisches Gemählde in drey Akten. Leipzig: Paul Gotthelf Kummer 1796. (Google Books Digitalisat)
- Die Negersklaven. Ein historisch-dramatisches Gemählde in drey Akten vom Präsidenten von Kotzebue. Wien: Joh. Bapt. Wallishauser. 1796. (Google Books Digitalisat)
- Die Negersklaven. Ein historisch-dramatisches Gemählde in drey Akten. In: Theater von Kotzebue. Sechster Theil. Prag: Sommersche Buchdruckerei 1817, S. 181–288. (Google Books Digitalisat)
- Die Negersklaven. Ein historisch-dramatisches Gemählde in drey Akten. Leipzig: Paul Gotthelf Kummer. Neue Auflage. 1821. (Google Books Digitalisat)
- Die Negersklaven. Ein historisch-dramatisches Gemählde in drey Akten. Hg. v. André Georgi. Mit einem Nachwort von Sigrid G. Köhler. Hannover: Wehrhahn Verlag 2019.

## Historische Quellen
- Rezension Die Negersklaven, ein historisches Gemählde in drey Akten vom Präsidenten von Kotzebue. Leipzig. In: Thalia und Melpomene 1/2 (1797), S. 27–37.